# باراتي موكرجي
باراتي موكرجي (بالإنجليزية: Bharati Mukherjee)‏ (27 يوليو 1940، كلكتا في الهند - 28 يناير 2017، مانهاتن في الولايات المتحدة)؛ كاتِبة وروائية أمريكية-هندية. درست في جامعة كلكتا.

## الجوائز
- زمالة غوغنهايم

## روابط خارجية
- باراتي موكرجي على موقع الموسوعة البريطانية (الإنجليزية)
- باراتي موكرجي على موقع إن إن دي بي (الإنجليزية)